# De Baca County
De Baca County ist ein County im Bundesstaat New Mexico der Vereinigten Staaten. Es hat 2.022 Einwohner. Der Verwaltungssitz (County Seat) ist Fort Sumner.

## Geographie
Der wichtigste Fluss von De Baca County ist der Pecos River. Das County hat eine Fläche von 6.045 Quadratkilometern; davon sind 23 Quadratkilometer (0,28 Prozent) Wasserflächen. Das County grenzt in New Mexico im Uhrzeigersinn an die Countys: Guadalupe County, Quay County, Roosevelt County, Chaves County und Lincoln County.

## Geschichte
De Baca County wurde am 28. Februar 1917 gebildet. Der legendäre Billy the Kid wurde in diesem County, in dem damaligen Dorf Fort Sumner, getötet.
Fünf Bauwerke und Stätten des Countys sind im National Register of Historic Places eingetragen (Stand 16. Februar 2018). Sie alle stehen in Fort Sumner.

## Demografische Daten

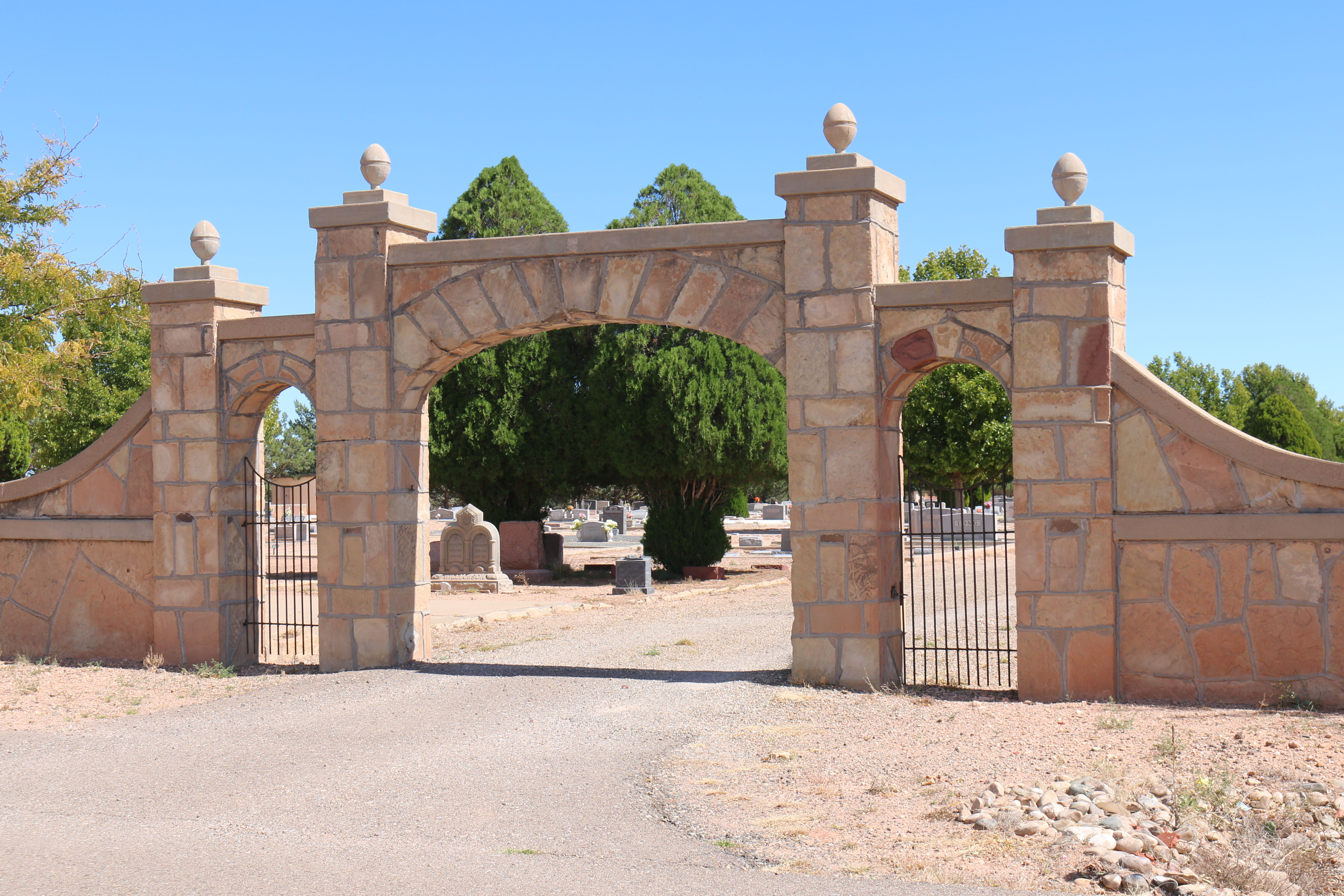
Der im National Register of Historic Places eingetragene Fort Sumner Cemetery Wall and Entry (2016)

Nach der Volkszählung im Jahr 2000 lebten im County 45.323 Menschen. Es gab 922 Haushalte und 614 Familien. Die Bevölkerungsdichte betrug weniger als 1 Einwohner pro Quadratkilometer. Ethnisch betrachtet setzte sich die Bevölkerung zusammen aus 84,02 % Weißen, 0,04 % Afroamerikanern, 0,94 % amerikanischen Ureinwohnern, 0,22 % Asiaten, 0,00 % Bewohnern aus dem pazifischen Inselraum und 12,54 % aus anderen ethnischen Gruppen; 2,23 % stammten von zwei oder mehr ethnischen Gruppen ab. 35,27 % der Bevölkerung waren spanischer oder lateinamerikanischer Abstammung.
Von den 922 Haushalten hatten 27,20 % Kinder und Jugendliche unter 18 Jahre, die bei ihnen lebten. 56,60 % waren verheiratete, zusammenlebende Paare, 7,30 % waren allein erziehende Mütter. 33,30 % waren keine Familien. 30,80 % waren Singlehaushalte und in 18,00 % lebten Menschen im Alter von 65 Jahren oder darüber. Die Durchschnittshaushaltsgröße betrug 2,35 und die durchschnittliche Familiengröße lag bei 2,96 Personen.
Auf das gesamte County bezogen setzte sich die Bevölkerung zusammen aus 24,10 % Einwohnern unter 18 Jahren, 5,70 % zwischen 18 und 24 Jahren, 21,70 % zwischen 25 und 44 Jahren, 23,20 % zwischen 45 und 64 Jahren und 25,40 % waren 65 Jahre alt oder darüber. Das Durchschnittsalter betrug 44 Jahre. Auf 100 weibliche Personen kamen 96,00 männliche Personen, auf 100 Frauen im Alter ab 18 Jahren kamen statistisch 92,10 Männer.

Das jährliche Durchschnittseinkommen eines Haushalts betrug 25.441 USD, das Durchschnittseinkommen der Familien betrug 32.870 USD. Männer hatten ein Durchschnittseinkommen von 25.833 USD, Frauen 18.487 USD. Das Prokopfeinkommen betrug 14.065 USD. 17,70 % der Bevölkerung und 13,60 % der Familien lebten unterhalb der Armutsgrenze. 23,30 % davon waren unter 18 Jahre und 15,00 % waren 65 Jahre oder älter.

## Orte im De Baca County
Im De Baca County liegt eine Gemeinde, die den Status einer Village besitzt. Zu Statistikzwecken führt das U.S. Census Bureau einen Census-designated place, der dem County unterstellt ist und keine Selbstverwaltung besitzt. Dieser ist wie die Unincorporated Communities gemeindefreies Gebiet.
Villages
| - Fort Sumner |

Census-designated places (CDP)
| - Lake Sumner |

andere Unincorporated Communities
| - Agudo - Buchanon - Canton - Cardenas - Dunlap | - Evanola - Ingleville - La Lande - Largo - Ricardo | - Taiban - Tolar - Yeso |

Ghost Town
| - Añal |